# Campino
Andreas Frege (Düsseldorf, 22 de juny de 1962), més conegut com a "Campino", és un cantant, compositor i actor alemany. És popular per ser el líder de la banda punk-rock de culte alemanya Die Toten Hosen. Va ser votat pels espectadors del programa de la ZDF Unsere Besten — Wer ist der größte Deutsche? com un dels cent alemanys més importants de tots els temps.

## Biografia
L'avi de Campino, Ludwig Frege, va ser un important jurista que va arribar a ser president de la Cort Federal Administrativa (Bundesverwaltungsgericht) i els seus pares un jutge i una professora anglesa, fet pel qual va tenir una educació bilingüe. Un dels seus cinc germans, dotze anys més gran que ell, va ser qui l'introduiria més tard a la música punk. A l'edat de dos anys es va mudar amb els seus pares a Mettman. Allà va cursar estudis durant un any a l'institut Heinrich Heine, i seguidament es va traslladar al Humboldt de Düsseldorf, on els seus companys de classe van començar a anomenar-lo "Campino", nom d'un tipus de caramels. Va repetir curs en dues ocasions, i gràcies a això va conèixer a Michael Breitkopf, un altre dels membres fundadors de Die Toten Hosen. Els dos es van examinar de l'Abitur el 1983. Va complir vuit mesos de servei militar a la Bundeswehr fins que es va declarar objector de consciència. El temps que li faltava el va complir de servei civil juntament amb Breitkopf en un psiquiàtric del barri de Grafenberg (Düsseldorf). Entre 1978 i 1982 va ser el cantant de la banda de punk ZK. Després de la dissolució d'aquesta, va fundar Die Toten Hosen amb Andreas von Holst, Michael Breitkopf, Andreas Meurer, Trini Trimpop i Walter November. A més a més de cantar, Campino compon la major part de les lletres de la banda renana.
Com a actor, va començar amb dos papers secundaris, al drama televisiu Verlierer (1986) i a la sèrie policíaca Der Fahnder (1992). Aquest mateix any va interpretar el paper protagonista de la comèdia Langer Samstag, de Hanns Christian Müller. El 2006 va debutar al teatre amb el paper de Mackie Messer en una adaptació de L'òpera dels tres centaus de Bertolt Brecht dirigida per Klaus Maria Brandauer. El 2008 ha sigut protagonista de la pel·lícula de Wim Wenders Palermo Shooting.
En algunes ocasions, Campino ha dut a terme treballs periodístics. El 1994, Der Spiegel va publicar una entrevista del cantant a la llavors ministra Angela Merkel, en la que li preguntava sobre les seves experiències amb les drogues i l'alcohol. Altres personalitats a les que ha entrevistat són Paul McCartney, Joe Strummer (cantant de The Clash) i Joey Ramone.
Té un fill en comú amb l'actriu alemanya-polonesa Karina Krawczyk.

## Dedicatòries de cançons

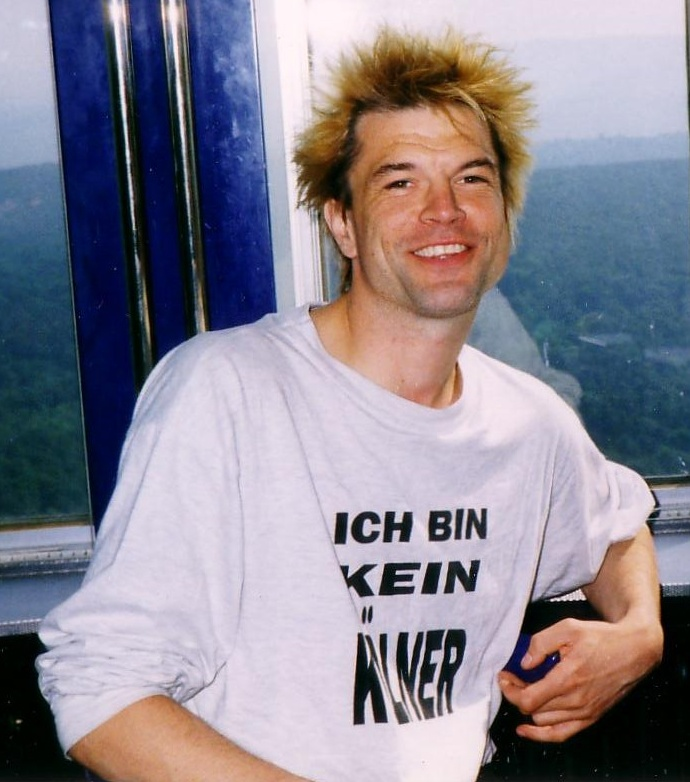
Campino el 1997 amb una camiseta que resa "Jo no sóc de Colònia", ciutat que manté certa rivalitat amb la veïna Düsseldorf.

Campino va compondre la cançó Alles ist eins, continguda en el senzill Pushed again, en memòria de Rieke Lax, una jove neerlandesa que va morir durant el concert número 1000 que van oferir els Toten Hosen al Rheinstadion de Düsseldorf. El tema Nur zu Besuch tracta sobre la mort de la seva mare. Del mateix mode, Unser Haus parla sobre la infància de Campino i la defunció del seu pare. Després de la mort dels seus protagonistes, en ambdós casos deguda al càncer de còlon, Campino ha format part en diverses campanyes de conscienciació, amb l'objectiu de fomentar la detecció precoç d'aquesta malaltia.

## Polèmiques
Personatge controvertit, Campino ha tingut frecs de diversa consideració amb diversos artistes, com Die Ärzte, Die Krupps o Rammstein. El juliol de 2005 va atreure l'atenció pública per unes declaracions relatives al concert benèfic del Live 8 que va tenir lloc a Berlín. Segons dades dels organitzadors, van acudir-hi prop de 200.000 persones que, com a la Love Parade, es van reunir al Tiergarten. Molts només van poder veure el que succeïa a l'escenari a través de les vuit pantalles gegants que es van col·locar. Campino va fer el següent comentari al respecte:
| « | Celebrar un esdeveniment que commociona el món com Live 8 en un carreró de 24 metres d'ample i no fer-ho a la gran plaça de la Siegessäule és tota una patinada […] Qualsevol dels recintes multifuncionals de la nostra gira tenia més espai pel públic. | » |

 En aquest context, va qualificar d'idiota a l'alcalde de Berlín Klaus Wowereit, del SPD. Després es va negar a disculpar-se personalment.

## Discografia

### Amb ZK
- 1981: Eddie's Salon
- 1982: Leichen pflasterten ihren Weg (en directe)
- 1996: Auf der Suche nach dem heiligen Gral

### Amb Die Toten Hosen
(només els discos d'estudi)
- 1983: Opel-Gang
- 1984: Unter falscher Flagge
- 1986: Damenwahl
- 1988: Ein kleines bisschen Horrorschau
- 1990: Auf dem Kreuzzug ins Glück
- 1991: Learning English Lesson One
- 1993: Kauf MICH!
- 1996: Opium fürs Volk
- 1999: Unsterblich
- 2002: Auswärtsspiel
- 2004: Zurück zum Glück
- 2008: In aller Stille

### Discografia com a artista convidat

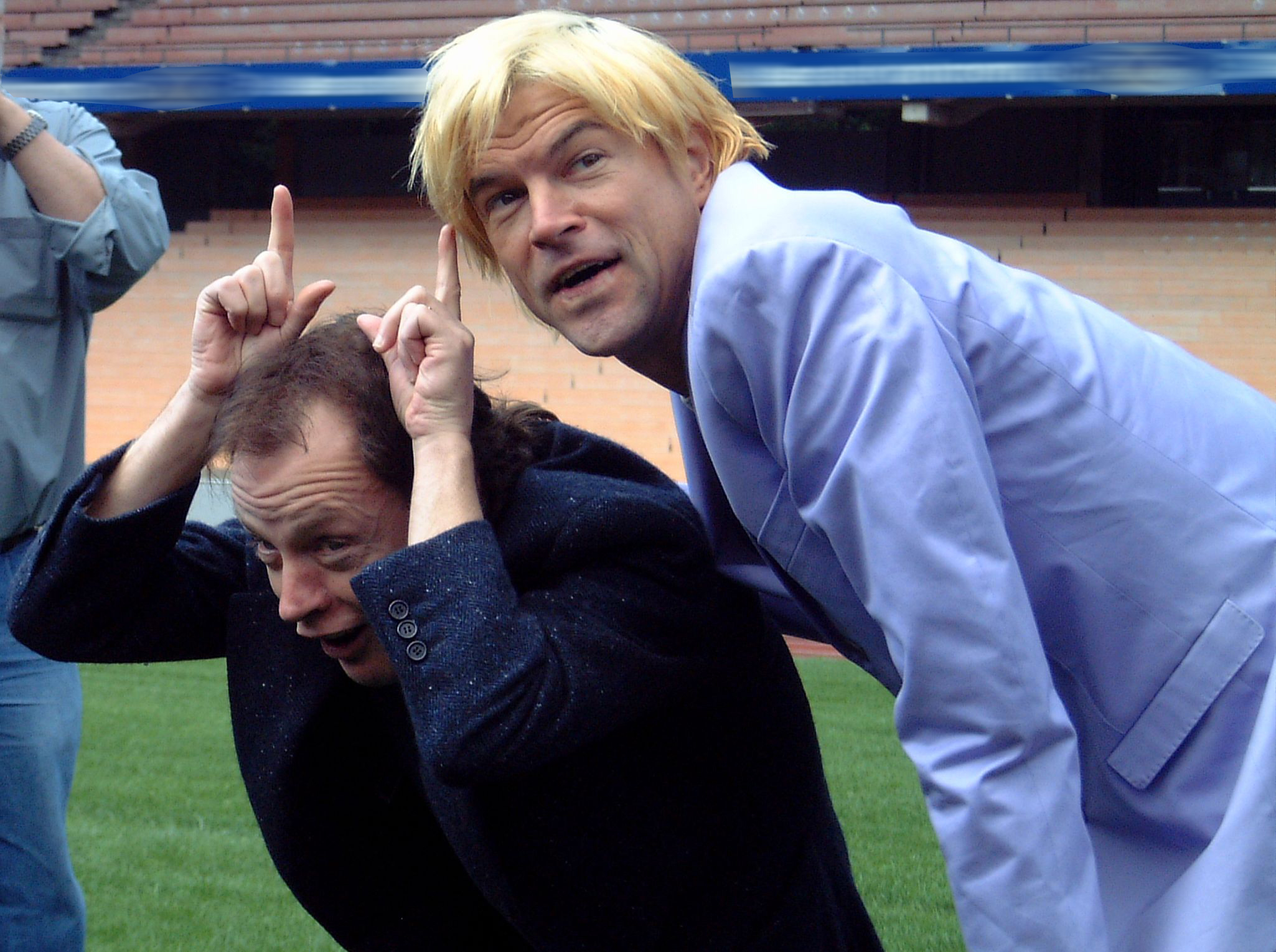
Campino amb Angus Young el 2001.

En les següents obres Campino ha cantat al marge de Die Toten Hosen.
- 1988: Àlbum Wild Times Again de The Lurkers (Regne Unit).
- 1993: Àlbum Bajo otra bandera de Pilsen (Argentina),[13] a la cançó Caramba, carajo, ein Whisky.
- 1996: Àlbum Honest John Plain & Friends, disc homenatge a Honest John Plain, cantant de The Boys; cançons Thinking of You, Song for Me y Marlene.[14]
- 1997: Àlbum Power Cut de The Boys (Regne Unit).[15]
- 1998: Senzill Raise your Voice de Bad Religion (Estats Units).[16]
- 2003: Àlbum En vivo y ruidoso II de Los Violadores (Argentina), cançó Viva la Revolution.
- 2006: Àlbum 26 1/2 de Fehlfarben (Alemanya), cançó Paul ist tot.[17]
- 2006: Àlbum A Foot Full Of Bullets de Peter and the Test Tube Babies (Regne Unit), cançó Smiling Through the Tears.
- 2007: Àlbum La Vida… es un Ratico de Juanes (Colòmbia), cançó Bandera de manos.
- 2009: Àlbum Crisis de Motorama (Argentina), cançó Do anything you wanna do.[18]